# Dulce Soares

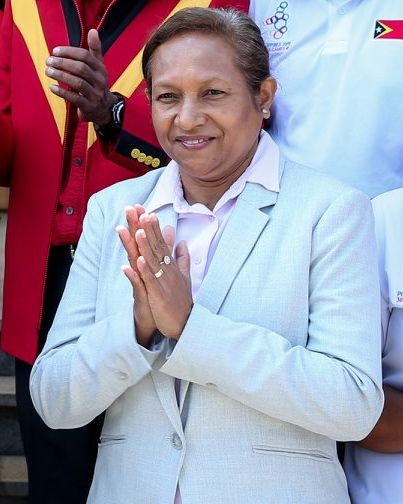
Dulce Soares (2019)

Dulce de Jesus Soares (geboren am 20. Oktober 1967 in Maliana, Bobonaro, Portugiesisch-Timor) ist eine osttimoresische Politikerin. Sie ist Mitglied der Partei Congresso Nacional da Reconstrução Timorense (CNRT). Von 2015 bis 2017 war Soares erste Vizeministerin für Bildung. Von 2018 bis 2020 war sie Ministerin für Bildung, Jugend und Sport. Seit 2023 ist sie wieder Ministerin für Bildung.

## Werdegang
Soares erhielt ihre Ausbildung in Indonesien und Australien.
Im unabhängigen Osttimor war Dulce Soares zunächst als Project Manager für die UNICEF tätig.
Vom 8. August 2012 bis zum 16. Februar 2015 war Soares unter Premierminister Xanana Gusmão in der V. Regierung des Landes Vizeministerin für Grundbildung. Mit der Regierungsumbildung unter Premierminister Rui Maria de Araújo wurde Soares erste Vizeministerin für Bildung. Als Bildungsminister Fernando de Araújo am 2. Juni 2015 überraschend verstarb, führte Soares das Ministerium interimsmäßig, bis zur Vereidigung des neuen Bildungsministers António da Conceição. Mit Antritt der VII. Regierung am 15. September 2017 endete ihre Amtszeit im Kabinett.
2018 wurde das Parlament aufgelöst. Bei den vorgezogenen Neuwahlen gewann die Aliança para Mudança e Progresso (AMP), zu der auch der CNRT gehört, die absolute Mehrheit im Parlament. Am 22. Juni 2018 wurde Soares zur Ministerin für Bildung, Jugend und Sport vereidigt. Soares förderte vor allem das Bildungsangebot für Kinder in den ländlichen Gebieten. Der neue zweisprachige Lehrplan für die ersten sechs Klassen wurde kindgerechter gestaltet und Richtlinien für die Vorschule der drei- bis fünfjährigen Kinder erstellt. Die Bereitstellung von Büchern wurde erheblich ausgeweitet.
Nach Auseinanderbrechen des AMP 2020 wurden die Regierungsmitglieder des CNRT aufgefordert, aus der Regierung auszuscheiden. Soares kam dieser am 25. Mai nach.
2022 wurde Soares die Ehrendoktorwürde der Victoria University verliehen. Staatspräsident José Ramos-Horta machte Soares im selben Jahr zur Bildungsberaterin des Präsidenten. Am 1. Juli 2023 wurde Soares in der IX. Regierung Osttimors von Premierminister Xanana Gusmão wieder zur Ministerin für Bildung vereidigt.